# Svjetsko dvoransko prvenstvo u lacrosseu 2007.
2. svjetsko prvenstvo u dvoranskom lacrosseu (engleski: World Indoor Lacrosse Championships) se održalo u Halifaxu u pokrajini Novoj Scotiji, Kanada, u svibnju 2007. godine.

## Mjesto i vrijeme održavanja
Održalo se od 14. do 20. svibnja 2007. u Halifax Metro Centreu.

## Sudionici
Sudjelovali su izabrani sastavi Australije, Češke, Engleske, Iroquis Nationalsa, Irske, Kanade, SAD-a i Škotske.

## Prvi krug - po skupinama

### Konačni poredak po skupinama
| Svjetsko prvenstvo 2007. |    |    |    |         |     |
| Skupina "A"              | Ut | Pb | Pz | Pri:Pos | Bod |
| Kanada                   | 3  | 3  | 0  | 67:10   | 6   |
| SAD                      | 3  | 2  | 1  | 44:27   | 4   |
| Australija               | 3  | 1  | 2  | 27:51   | 2   |
| Irska                    | 3  | 0  | 3  | 9:59    | 0   |

| Svjetsko prvenstvo 2007. |    |    |    |         |     |
| Skupina "A"              | Ut | Pb | Pz | Pri:Pos | Bod |
| Irokezi                  | 3  | 3  | 0  | 70:16   | 6   |
| Engleska                 | 3  | 2  | 1  | 32:41   | 4   |
| Škotska                  | 3  | 1  | 2  | 22:43   | 2   |
| Češka                    | 3  | 0  | 3  | 20:44   | 0   |

## Drugi krug - za poredak
- za 7. mjesto, 18. svibnja 2007.

 Češka -   Irska 22:5
- četvrtzavršnica,  18. svibnja 2007.

 Engleska -   Australija 15:11 

 SAD -  Škotska 17:9
- za 5. mjesto, 19. svibnja 2007.

 Škotska -  Australija 14:8

### Poluzavršnica
- 19. svibnja 2007.

 Iroquois Nationals -  SAD 14:4

 Kanada -   Engleska 24:8

### Za brončano odličje
- 20. svibnja 2007.

 SAD -  Engleska 17:10

### Za zlatno odličje
- 20. svibnja 2007.

 Kanada -  Irokezi 15:14, nakon produžetaka

## Završni poredak
| Mj. | Momčad            |
| --- | ----------------- |
| 1.  | Kanada            |
| 2.  | Iroquis Nationals |
| 3.  | SAD               |
| 4.  | Engleska          |
| 5.  | Škotska           |
| 6.  | Australija        |
| 7.  | Češka             |
| 8.  | Irska             |

| Osvajači Svjetskog prvenstva 2003. |
| ---------------------------------- |
| Kanada Drugi naslov                |

## Vanjske poveznice
- Međunarodni lacrosseaški savez